# Kingswood (Gloucestershire du Sud)
Pour les articles homonymes, voir Kingswood.
Kingswood est une ville du South Gloucestershire et du comté de Gloucestershire, en Angleterre. C'est une zone ne faisant pas partie d'une paroisse civile. Elle borde la limite orientale de la ville de Bristol, et est située à 5,5 km l'est-nord-est de son centre-ville.
La frontière entre le South Gloucestershire et la ville de Bristol est située à l'extrémité ouest de la grande rue (High Street) de Kingswood. Bien que tout ce qui se trouve au-delà de ce point ne soit plus Kingswood proprement dit, les habitants considèrent souvent que les magasins et les zones résidentielles qui bordent la route appelée Two Mile Hill (située dans le quartier du même nom) font partie de Kingswood. En 2011, la population de Kingswood était de 40 734 habitants.

## Forêt royale
À l'époque saxonne, la « Forêt du roi » était un domaine de chasse royal qui entourait Bristol et s'étendait jusqu'à Filwood, au sud de Bristol. « Dès le début, le gendarme [constable] du château de Bristol, l'officier du roi dans la région, a également été le garde forestier en chef de la forêt de Kingswood et le premier d'entre eux enregistré est Ella qui est mort en 920. À la lisière de la forêt, au nord de la rivière Froom, se trouve le petit hameau de Stapleton, dont le nom est d'origine saxonne et signifie “la ferme, la maison ou la ferme - par ou près du stapol, poteau ou pilier”. ».